# 突撃!アッとホーム
『突撃!アッとホーム』（とつげき!アッとホーム）とは、NHK総合で2013年4月6日から2015年3月7日まで放送された日本の情報バラエティ番組である。

## 番組概要
「家族」をテーマにしたバラエティ番組である。全国各地の家族を取材したリサーチVTRを見ながらのスタジオトークと、どっきり企画の「幸せサプライズ」で構成する。番組終盤は後者の「サプライズ」がメインとなっており、題材は「家族」に必ずしもこだわらず、「仲間」「友人」「地域」に焦点を当てた企画も多い。
2012年12月25日、本放送と同時刻に「NHK番組たまご」ではない異例の形で放送され、その後の反響などを受けてレギュラー番組として編成されることが決まった。
また、定時放送前に2013年3月16日に特集番組として放送された。

## 放送媒体・時間
- NHK総合：毎週土曜 20時 - 20時43分
2014年8月2日の回は「伝えてピカッチ」の特集が放送される関係で放送順を入れ替えて19時30分 - 20時の短縮放送を行った。

## 出演者
- 司会[3]
  - さまぁ〜ず（大竹一樹・三村マサカズ）
  - 久保田祐佳（NHKアナウンサー）

## ナレーション
- 小野寺一歩
- 逸見友恵

## 番組内容
幸せサプライズ
一般視聴者からの投稿を受け付け、感謝の意を伝えたい人物にサプライズの「贈り物」をする企画。
ファミリー トレジャー ハンティング
2014年2月からスタート。一般家庭に眠っている「お宝」を様々な方法で探し求める企画。
同年2月、お笑い芸人コンビ・バイきんぐが聞き込みのため街頭ロケを行った際、とある主婦から「昔に父親が買って（どうせ贋作だと思っていたので）適当に部屋に置きっぱなしにしている“坂本龍馬直筆の手紙”がある」と聞き、該当の物品を複数の専門家に鑑定してもらったところ本物と判明した。同年4月12日に本放送した。
さまぁ〜ず1min.ショー
エンディングにさまぁ〜ずがショートコントを披露する。
これってウチだけ？わが家の大問題！
テーマを設け、全国の一般家庭における生活事情を比較したり、一風変わった家族を紹介したりと、「家族」に焦点を当てたコーナー。2014年からは放送しない。

## コラボレーション
2013年10月19日、NHK東日本大震災プロジェクトの一環「感動再び あまちゃんスペシャル」として、同4 - 9月に放送された連続テレビ小説『あまちゃん』に主演した能年玲奈が、大船渡市など岩手県を訪れたときの模様を放送した。能年はビデオ出演のみであった。この企画では、三陸鉄道の復興イベントに能年が天野アキになって飛び入り参加するというサプライズが行われた。これは「明日へ1min」として1分×6本のシリーズ「あまちゃん 岩手をゆく」と題してこの放送の前後に放送される。